# 蔭谷川
蔭谷川（かげだにがわ）は、徳島県那賀郡那賀町を流れる那賀川水系の河川である。

## 地理
那賀郡那賀町（旧相生町）の水源から那賀町蔭谷集落を経て那賀川に注ぐ。蔭谷集落は平家落人伝説がある集落で、集落の近くには蔭谷橋が架かる。

## 流域の自治体
徳島県
那賀郡那賀町